# Logic Theorist
Logic Theorist är ett resonerande dataprogram skrivet 1955-1956 av Allen Newell, Herbert A. Simon och Cliff Shaw. Det har kallats det första AI-programmet (artificiell intelligens-programmet). Programmet lyckades bland annat bevisa 38 av de första 52 teoremen i det andra kapitlet av Principia Mathematica. Logic Theorist kom introducerade dessutom flera begrepp som kom att bli centrala för AI-forskningen.